# 英格蘭及威爾斯副檢察長
國王陛下英格蘭及威爾斯法律政策專員（英語：His Majesty's Solicitor General for England and Wales），簡稱副檢察長，是官方律政專員的一員。法律政策專員亦為英格蘭及威爾斯檢察總長的副手，負責為英國官方及國會提供法律意見。當檢察總長未能執行職務時，法律政策專員可以代行其法定職權。
在聯合王國的蘇格蘭中亦設有蘇格蘭法律政策專員。該職隸屬於蘇格蘭檢察總長。除了英國君主可任命代表英國政府的副檢察長外，威爾斯親王和英國王后（當英國君主是男性時）都有權任命代表自己的檢察總長和副檢察長。目前，威爾斯親王只任命了一名檢察總長。
在法庭上，副檢察長被尊稱為「副檢察長先生」（Mr Solicitor）或「副檢察長女士」（Ms Solicitor）。在英語中，副檢察長名為「Solicitor General」，直譯為「總事務律師」。但實際上，該職經常由大律師出任。
現任法律政策專員是Sarah Sackman，自2024年7月9日就任至今。

## 外部連結
- Solicitor General - GOV.UK （页面存档备份，存于）